# Казімеж Деймек

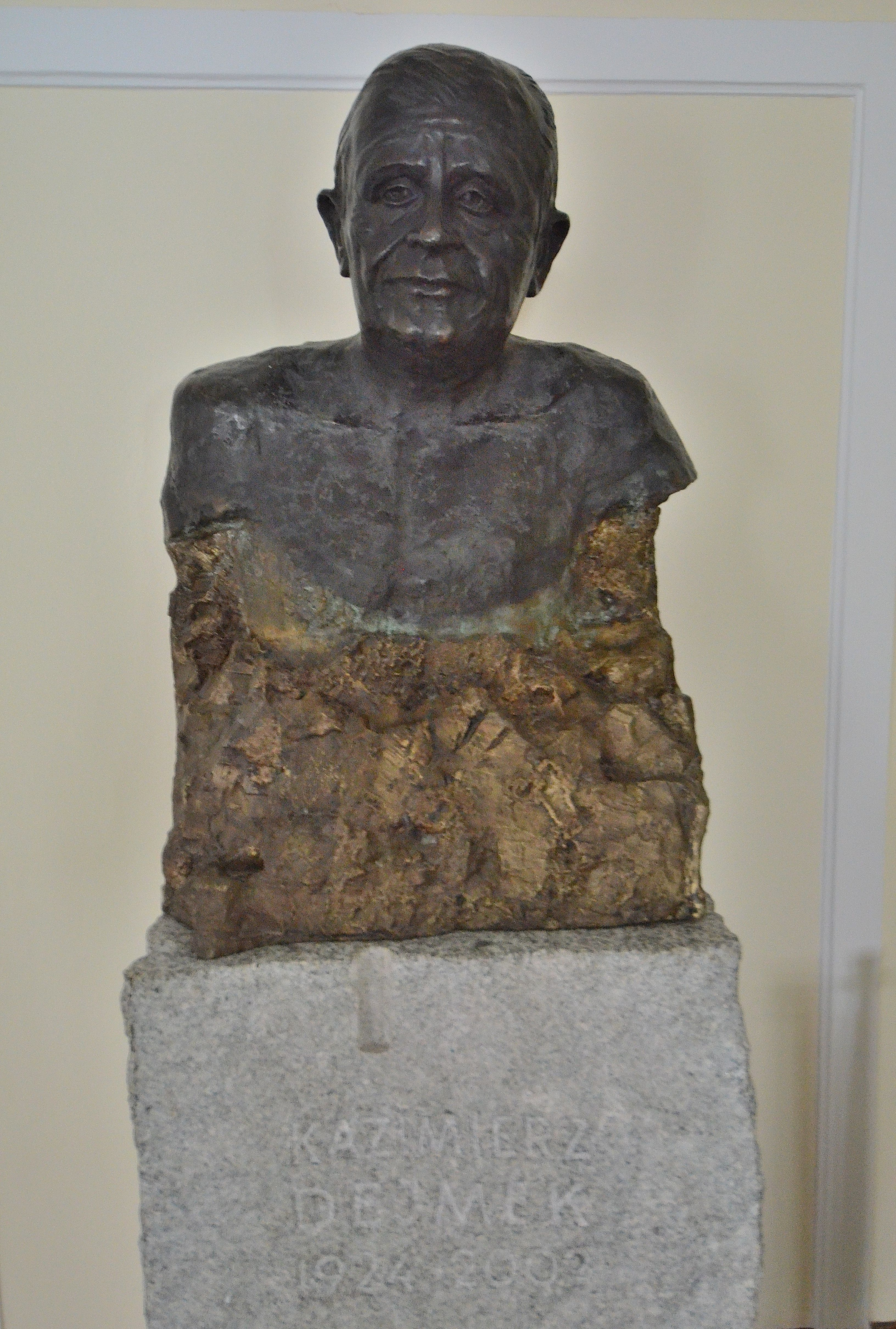
Бюст Казімєжа Деймека в Польському театрі у Варшаві

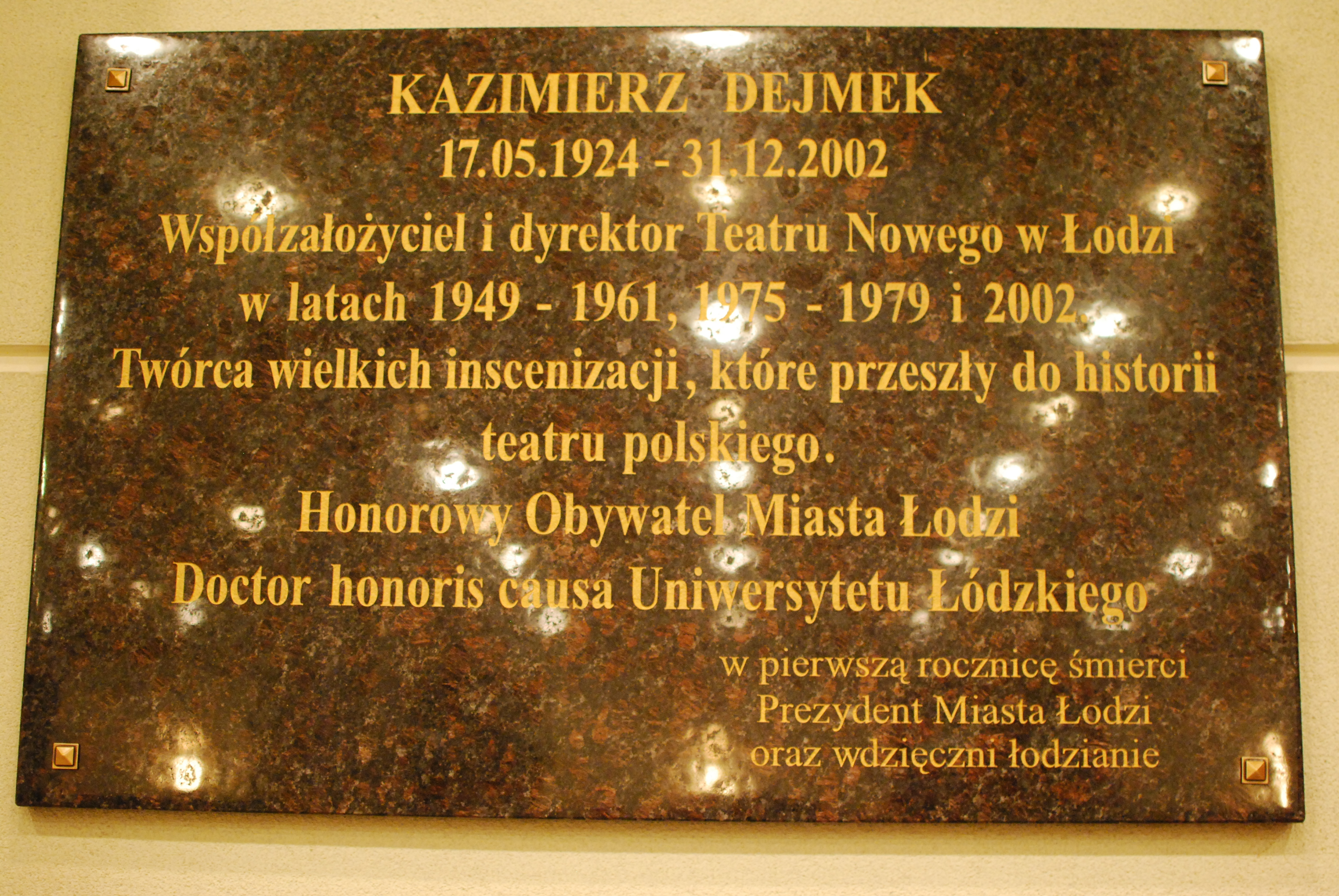
Меморіальна дошка, присвячена Казімєжу Деймеку, у Новому театрі в Лодзі

Казімеж Деймек (нар. 17 травня 1924, Ковель, пом. 31 грудня 2002, Варшава ) — польський театральний режисер і актор, міністр культури і мистецтва в 1993-1996 роках, депутат Сейму другого терміну .

## Біографія
Він був сином Генрика Деймека, який походив з Чехії  . Під час Другої світової війни був членом Народної партії «Рох», у 1943 році став партизаном, діяв у селянських батальйонах та Армії Крайовій . У 1944 році демобілізований  . Того ж року він дебютував у Театрі Землі Жешовської в ролі Ясіка у «Весіллі» Станіслава Виспянського . У 1945–1946 роках виступав у Нижньосілезькому театрі в Єленя-Гурі .
Закінчив гімназію в Жешуві, а в 1946 році склав заочний акторський іспит. Того ж року він приєднався до Театру Війська Польського в Лодзі, де виступав до 1949 року. Одночасно навчався як вільний слухач у Державній вищій школі театру в Лодзі  .
У 1949 році разом з Янушем Вармінським і «Grupa Młodych Aktorów» він організував театральні майстерні, під час яких народилася ідея створення сучасного політичного театру, який реалізовував би програму соціалістичного реалізму, діяв під спільним керівництвом режисерів і актори. Ця ідея була реалізована створенням Нового театру в Лодзі, діяльність якого була урочисто розпочата 12 листопада 1949 року постановкою чехословацької соцреалістичної п’єси «Бригада шліфувальників» Кархана Вашека Каня .
У 1950 році став директором і художнім керівником Театру Новий. 7 квітня 1951 року дебютував як самостійний режисер «Педагогічною поемою» Антона Макаренка . Дотримуючись суворості соціалістичного реалізму та ставлячи «заангажовані» політичні п’єси, Teatr Nowy користувався довірою та підтримкою державної влади. Незважаючи на це, вистави режисера Казімєжа Деймека отримали схвальні відгуки за художню цінність і високий рівень акторського мистецтва за методом Станіславського . Разом із політичними змінами в країні репертуар Театру Новий почав втрачати свій соцреалістичний характер. Етап відходу від соціалістичного реалізму почався в 1954 році постановкою «Бані» Володимира Маяковського .
т. зв Відлигу в політичному та суспільному житті країни зустрів Новий театр постановкою 14 вересня 1956 р. у постановці Казімєжа Деймека у формі іронічного коментаря до реальності п’єси Єжи Анджеєвського та Єжи Загорського «Бенкет Вінкельріда» . Розрахунковий характер мала й інсценізація оповідання Єжи Анджеєвського «Тьма землю ховає» 1957 року.
Поставивши у 1958 році «Животу Юзефа Миколая Рея», він уперше взявся за старопольську драматургію, до якої неодноразово повертався у своїй режисерській діяльності. Водночас він намагався уникати польської та іноземної сучасної драматургії, з якої робив винятки (напр. Візит Фрідріха Дюрренматта з 1958 року). У його режисерській діяльності важливе місце посідали твори класиків польської драматургії, в т.ч. «Листопадова ніч» (1956 і 1960) і «Акрополь » (1959) Станіслава Виспянського та Барбари Радзивіловни Алойзі Фелінського (1958), або антична література, така як «Захист Сократа» Платона (1960) і « Жаби » Арістофана (1961). Під час роботи в Teatr Nowy він також поставив « Юлій Цезар » Вільяма Шекспіра (1960) і «Три сестри» Антона Чехова (1961).
У 1962 році став генеральним і художнім керівником Національного театру у Варшаві . Як і в Teatr Nowy, тут ставили переважно польську класику. Свою діяльність у Варшаві розпочав прем’єрою «Слова про Якуба Шелу» Бруно Ясенського з роллю Ігнація Маховського в головній ролі. Після цієї події відбулася перестановка старопольських текстів, раніше поставлених у Лодзі: «Історія славного воскресіння Господнього» Миколая з Вільковецького (1962) та «Життя Юзефа» (1965). Ставив також вистави за мотивами античних драм (інсценізації «Агамемнона » Есхіла, « Електри » та «Жаби» Евріпіда ).
Його діяльність у Національному театрі була пов’язана з поточною політичною ситуацією в країні. Протести польського єпископату викликала постановка драми Рольфа Хохгута під назвою Віце-король про ставлення Ватикану до винищення євреїв під час Другої світової війни . Прем’єра «Намісника» відбулася у квітні 1966 року, тобто під час конфлікту між державною владою та Католицькою Церквою навколо святкування Тисячоліття польської держави та тисячоліття хрещення Польщі .
Ще однією спробою поставити романтичну драму в Національному театрі стала «Дедова ніч» Адама Міцкевича . Прем'єра вистави, яка відбулася 25 листопада 1967 року, була приурочена до 50-річчя Жовтневої революції . Вистави стали гучною мистецькою подією. Гра Ґустава Голубека в ролі Ґустава-Конрада була високо оцінена, як і сценічний дизайн Анджея Стопки . Проте художня цінність інсценізації була затьмарена її політичним резонансом. Всупереч задумам режисера, « Напередодні предків» влада ПНР визнала «антиросійським» і «антирадянським», а перший секретар ЦК Польської об’єднаної робітничої партії Владислав Гомулка, публічно напав на творців постановки. 30 січня 1968 року виставу було знято з афіші. Це рішення викликало студентські протести та демонстрації, що призвели до подій березня 1968 року . Казімєжа Деймека виключили з Польської об’єднаної робітничої партії (до якої він належав з 1951 року), а потім звільнили з посади директора Національного театру.

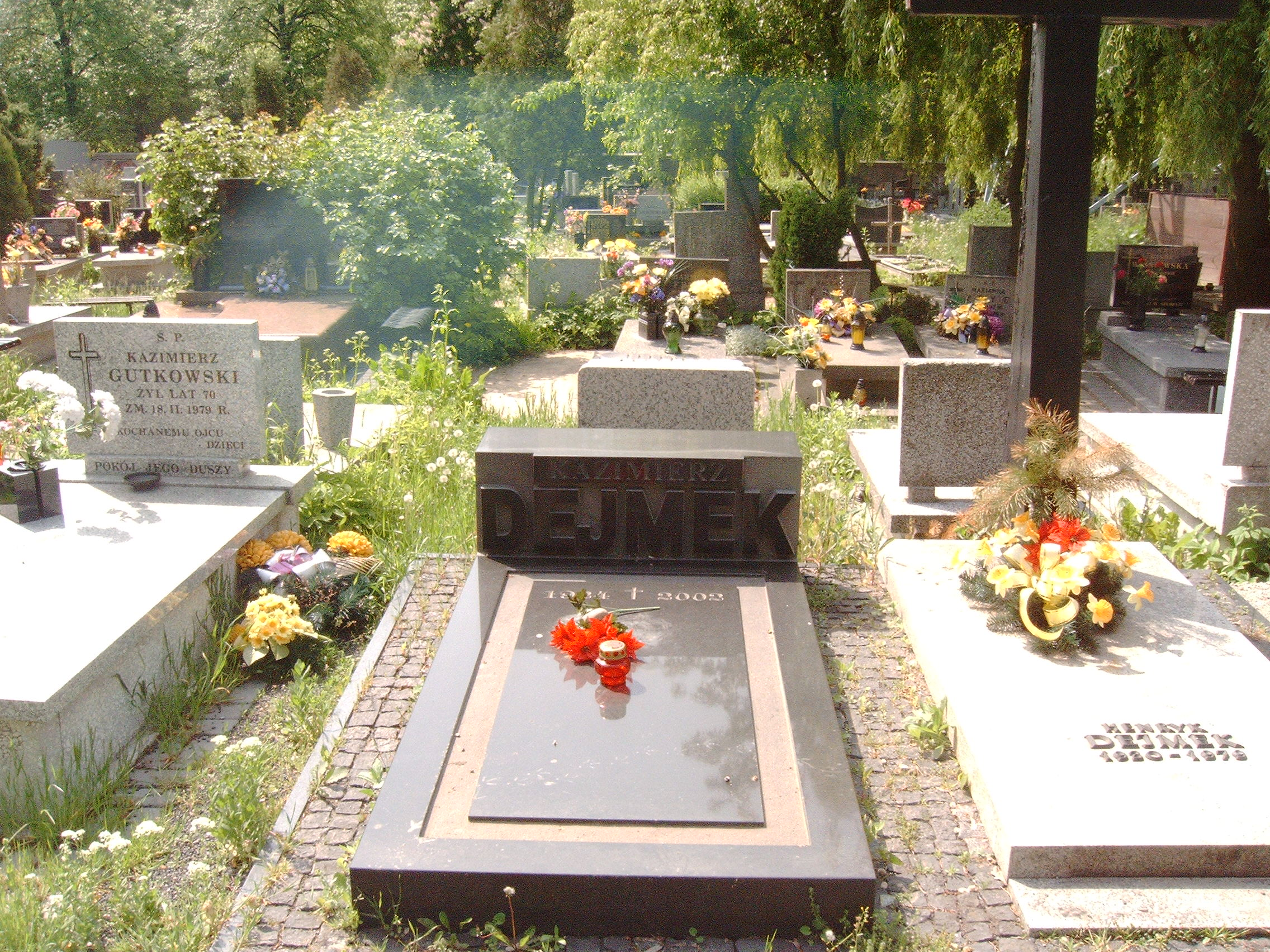
Могила директора на цвинтарі Доли в Лодзі

У 1972–1974 роках співпрацював з Великим театром у Лодзі та Драматичним театром у Варшаві . У 1974 році він повернувся до Нового театру в Лодзі, а в 1975 році знову обійняв посаду директора цієї сцени. Керуючи цим закладом у 1975–1979 роках, він керував і.а. Оперета Вітольда Ґомбровича (1975), Жук (1975) і Вацлава Славоміра Мрожека (1979) або Великий Фридерик Адольф Новачинський (1977). Він знову звернувся до старопольських текстів, поставивши Dialogus de Passione, виставу про Страсті Христові за мотивами анонімних апокрифів у 1975 році в Teatr Nowy. Його першу спробу поставити цю п'єсу в Польщі в 1969 році в театрі «Атенеум» у Варшаві завадила цензура . Він також керував оперними виставами, напр. «Дияволи Лудуна» Кшиштофа Пендерецького у Великому театрі у Варшаві (1975).
У 1981–1995 роках був генеральним і художнім керівником Польського театру у Варшаві, де поставив, серед ін. драми Славоміра Мрожка: «Амбасадор » (1981 і 1987), «Вацлава » (1982), «Літній день» (1984), «Контракт » (1986), « Портрет » (1987) і «Щаслива подія» (1993). В репертуарі є й інші вистави, поставлені ним, напр. «Визволення » (1982) і «Весілля» (1984 і 1991) Станіслава Виспянського, «Помста » Олександра Фредро (1983 і 1988), «Ромул Великий » Фрідріха Дюрренматта (1985) і «Ревізор » Миколи Гоголя (1989).
На початку 1980-х років частина акторської громадськості включилася в політичну діяльність, підтримуючи Незалежну самоврядну профспілку «Солідарність» . Казімєж Деймек дистанціювався від політичної діяльності акторів. Тим не менше під час воєнного стану він став на захист репресованих акторів. Водночас він не підтримав організований акторською спільнотою бойкот Telewizja Polska, хоча ніколи його не порушував.
Його тодішню позицію часто критикували як влада, так і частина театрального середовища, пов’язана з опозицією, а сам режисер уникав однозначної підтримки однієї зі сторін конфлікту. Виразом цього неоднозначного ставлення було напр. участь у роботі Консультативної ради при голові Державної ради Войцеха Ярузельського у 1986–1989 рр., а у 1988 р. – обійняття функції президента підконтрольної владі Асоціації польських митців (тоді як нелегальне зібрання ZASP діяли також опозиційні митці). На початку 1989 року він сприяв угоді між двома організаціями, а потім передав функції президента Анджею Лапіцькому, обраному на об’єднавчому з’їзді в жовтні 1989 року, тодішньому члену Громадського парламентського клубу .
Він повернувся до театральної діяльності в 1997 році, а в 2001 році він востаннє повернувся до Нового театру в Лодзі, де поставив «Сон клопів» Тадеуша Слободзянека .

### Політична діяльність у III Речі Посполитій
На парламентських виборах 1993 року був обраний депутатом Сейму другого терміну від списку Польської народної партії . У 1993–1996 роках був міністром культури та мистецтва в урядах Вальдемара Павляка та Юзефа Олекси .
Першою дружиною Казімєжа Деймека була актриса Ірена Ремішевська, від якої він народив доньку Барбару. Його другою дружиною була актриса Данута Малевська, з якою він мав сина Пьотра (актор, кіно- та телепродюсер). Третьою дружиною була Анна Плошай  , музичний керівник Нового театру в Лодзі. Казімєж Деймек похований на цвинтарі Доли в Лодзі (ділянка XVI, ряд 36, могила 7).

## Нагороди та відзнаки
- 1952 — орден Трудового Прапора 2-го ступеня, наказом від 22 липня 1952 року за заслуги перед народом і державою в галузі культури і мистецтва [8]
- 1953 р. — Державна премія III ст
- 1955 — Медаль 10-річчя Народної Польщі [9]
- 1955 — Офіцерський хрест Ордена Відродження Польщі, нагороджений постановою від 11 липня 1955 року за заслуги в галузі культури і мистецтва [10]
- 1955 – Державна премія II ступеня за мистецьку діяльність у Новому театрі в Лодзі
- 1957 − премія ім Тадеуш Бой-Желенський за постановку «Бенкету Вінкельріда» в Новому театрі в Лодзі
- 1958 − Нагорода міста Лодзь за мистецькі заслуги та вагомий внесок у розвиток театру в Польщі [11]
- 1959 — Командорський хрест Ордена Відродження Польщі
- 1960 – Почесний знак міста Лодзь [12] [13]
- 1967 - Знак 1000-ліття Польської Держави
- 1976 – Нагорода Департаменту культури і мистецтва Управління міста Лодзь за видатні досягнення в галузі культури і мистецтва
- 1976 - премія ім Тадеуш Бой-Желенський за постановку оперети Вітольда Ґомбровича в Новому театрі в Лодзі
- 1978 - Премія ім Гердера за внесок у європейську культуру
- 1981 р. – Нагрудний знак «Заслужений діяч культури».
- 1981 – Премія міністра культури і мистецтва І ступеня за творчі заслуги в галузі режисури.
- 1984 — Медаль 40-річчя Народної Польщі
- 1984 – Державна премія І ступеня за видатні досягнення в режисурі та постановці сучасних польських п’єс.
- 1984 - Премія ім Станіслав Ігнацій Віткевич (нагорода секції театральних критиків)
- 1987 р. – Знак почесного звання «Заслужений національної культури».
- 1989 — Великий хрест Ордена Відродження Польщі
- 1993 – «Kowadło», нагорода Краківської Кузниці за видатний внесок у розвиток театрального мистецтва
- 1993 р. – Почесний знак ЗАіКС
- 2000 – Звання почесного громадянина Лодзі [14]
- 2002 – доктор honoris causa Лодзького університету [15]

## Виноски
1. ↑  https://web.archive.org/web/20200225230054/http://www.e-teatr.pl/pl/osoby/58.html
2. 1 2  Bibliothèque nationale de France BNF: платформа відкритих даних — 2011.
3. ↑  e-teatr.pl — 2004.
4. 1 2 3  Deutsche Nationalbibliothek Record #139122443 // Gemeinsame Normdatei — 2012—2016.
5. 1 2 3  Dejmek. Bohater mimo woli. dziennikteatralny.pl. 18 maja 2013.
6. ↑  Teatr Nowy będzie nosił imię Kazimierza Dejmka – Pożegnaliśmy Mistrza polskiej sceny. naszemiasto.pl. 7 stycznia 2003.
7. ↑  Jak Amor mieszał w sercach gwiazd. Cz.IV. Życie na Gorąco. 15 września 2005.
8. ↑  M.P. z 1952 r. nr 70, poz. 1054.
9. ↑  M.P. z 1955 r. nr 103, poz. 1410.
10. ↑  M.P. z 1955 r. nr 91, poz. 1144.
11. ↑  Nagrody Miasta Łodzi. uml.lodz.pl.
12. ↑  Czesław Żyliński (marzec 2010). Pierwsze Odznaki Honorowe Miasta Łodzi. Życie Uczelni.
13. ↑  Uchwała nr 2/7/60 Prezydium Rady Narodowej m. Łodzi z dnia 12 stycznia 1960 roku w sprawie nadania Odznaki Honorowej m. Łodzi. Dziennik Urzędowy Rady Narodowej m. Łodzi. 12 stycznia 1960.
14. ↑  Honorowe obywatelstwo miasta Łodzi. uml.lodz.pl. Архів оригіналу за 19 серпня 2013. Процитовано 5 травня 2023.
15. ↑  Doktorzy honoris causa UŁ. uni.lodz.pl. Архів оригіналу за 7 лютого 2012. Процитовано 5 травня 2023.

## зовнішні посилання
- Kazimierz Dejmek, [w:] Encyklopedia teatru polskiego (osoby). [online] [dostęp 2021-04-09] .